# Grubberholm Station
Grubberholm Station er en dansk jernbanestation på Østbanen, der ligger i Grubberholm Skov i Stevns Kommune. Trinbrættet blev åbnet 19. juni 1881.